# Crampone
In araldica il crampone, o rampino, è una figura a forma di segmento con due sbarrette trasversali appuntite poste alle estremità, in senso antiorario e leggermente angolate rispetto al segmento stesso. Se le sbarrette sono orientate in senso orario, si può utilizzare il termine crampone rovesciato. Il crampone è stata spesso assunto nello stemma da chi aveva scavalcato per primo le mura di una fortezza assediata.
In passato era preferito il termine rampino. Taluni araldisti usano anche il termine trappola di lupo.

D'argento, al crampone di verde (quartiere di Seckbach, Francoforte, Germania)
D'oro, al crampone di rosso (Dinklage, Germania)
D'azzurro, al crampone d'argento (Mühlhausen, Villingen-Schwenningen, Germania)
Di nero, al crampone rovesciato d'argento, caricato di una fascia scorciata dello stesso (Bornheim, Germania)
Due cramponi in decusse (Westerheim, Germania)
D'argento al crampone d'azzurro, accompagnato in capo da due corvi di nero (Zetting, Francia)